# Collix olivia
Collix olivia là một loài bướm đêm trong họ Geometridae.